# GAC
O Grupo de Acção Cultural - Vozes na Luta (GAC) foi um colectivo de cantores e músicos politicamente empenhados, nascido do período revolucionário em Portugal, após o 25 de Abril de 1974. Foi fundado em Maio de 1974 por José Mário Branco, Fausto, Afonso Dias e Tino Flores que se encontraram numa sessão de canções revolucionárias em Almada. Foi em casa do Fausto que, nessa mesma noite resolveu criar-se o  Grupo de Acção Cultural. Em Setembro de 1974 juntaram-se  ao grupo o Luís Pedro Faro e inúmeros cantores dos coros de Almada e da Juventude Musical Portuguesa. Por esta altura Fausto abandona o projecto e Tino Flores regressa ao Porto. Fizeram-se nestes breves meses de 1974 dezenas de sessões de canto por todo o país. O GAC, que acabaria em 1978, fez história, influenciando musicalmente grupos como a Brigada Victor Jara, etc.
Em finais de 1975, Afonso Dias vai para a Assembleia Constituinte, substituindo Américo Duarte. Regressaria em Junho  de 1976.
O GAC participou no Festival RTP da Canção de 1975 com Alerta, canção orquestrada por Luís Pedro Faro que foi responsável pela maioria das harmonizações e orquestrações do GAC com participações ocasionais de Eduardo Paes Mamede. Por esta altura , alguns membros iniciais (como interpretes e letristas) do GAC (incluindo Adriano Correia de Oliveira, José Jorge Letria, Francisco Fanhais, Manuel Freire e Manuel Alegre) já tinham saído por diferendos ideológicos com a linha maioritária do grupo, por serem vistos como «reformistas» (tendendo à social-democracia) ou «revisionistas» (do marxismo).
Ao longo dos seus quase cinco anos de vida o GAC realizou centenas de sessões de canto por todo o país, em fábricas, no campo,  nos quartéis.
Isabel Silvestre incluiu uma versão de "Ronda do Soldadinho no seu álbum "A Portuguesa".

## Discografia
Os primeiros singles são editados em 1975 e reunidos no LP "A Cantiga É Uma Arma". Por essa altura é criada a Cooperativa de Acção Cultural como entidade jurídica responsável pelas edições. Em 1976 foi lançado o segundo álbum "Pois Canté!", com 3 canções  compostas por José Mário Branco 2 por João Lóio, 2 por José Júlio Gonçalves, 2 temas tradicionais e 2 de outros autores. Estas canções eram baseadas na música e em instrumentação tradicional portuguesa (bombos, adufes), mas onde também há lugar para instrumentos clássicos (violinos, oboés). E sempre poemas de intervenção como "As Mãos dos Trabalhadores" ou "Casas Sim! Barracas Não!".
José Mário Branco abandona o grupo.  
O GAC editará ainda os álbuns "Vira Bom" e "Ronda da Alegria" e terminaria em 1978. 
Os quatro álbuns gravados pelo Grupo de Acção Cultural (GAC) - Vozes na Luta foram remasterizados e editados em Abril de 2010.
Álbuns
- A Cantiga É Uma arma - VLP 10001 - 1975  (compilação dos 4 primeiros singles)
- Pois Canté!! - VLP 10003 - 1976
- ...E Vira Bom - VLP 10004 - 1977
- ...Ronda De Alegria!! - VLP 10005 - 1978

Singles/Eps
- Alerta/Em vermelho, Em multidão - VL 1001 - 1975
- Aos Soldados e Marinheiros/Ronda do Soldadinho - VL 1002 - 1975
- A Cantiga É Uma Arma/Viva a Guiné-Bissau - VL 1003 - 1975
- A Luta Dos Bairros Camarários/A Luta do Jornal do Comércio - VL 1004
- A Internacional/Classe Contra Classe - VL 1005 - 1975
- Até à Vitória Final/o exército do povo - VL 1006 - 1975
- O poder aos operários e camponeses/Povo Em Armas - VL 1007
- Soldados ao Lado do Povo/Zé Diogo - VL 1008 - 1975
- Hino da reconstrução do Partido/No Sistema Capitalista - VL 1009 (por editar?)
- Contra a Repressão no Brasil (sangue em flor/Brasil 77) - AL-101
- Marchas Populares (o povo canta na rua/o desfile/a festa é nossa/o circo de fachos) - GEP 101